# Catch a Fire (album)
A Catch a Fire jamaicai reggae-lemez Bob Marley & The Wailerstől 1973-ból. Az albumnak köszönhető, hogy a csapat nemzetközi hírnevet szerzett és Bob Marley világhírűvé vált.
A Catch a Fire 171. lett a Billboard 200, és 51. a Billboard Black Albums listán. A Rolling Stone magazin Minden idők 500 legjobb albuma listáján a 123. lett. Szerepel az 1001 lemez, amit hallanod kell, mielőtt meghalsz című könyvben. Gyakran minden idők legjobb reggae-albumaként hivatkoznak rá.

## Az album dalai
| 1. | Concrete Jungle                      | Bob Marley         | 4:13 |
| 2. | Slave Driver                         | Marley             | 2:53 |
| 3. | 400 Years                            | Marley, Peter Tosh | 2:45 |
| 4. | Stop That Train                      | Tosh               | 3:55 |
| 5. | Baby We've Got a Date (Rock It Baby) | Marley             | 3:57 |

| 1. | Stir It Up      | Marley | 5:32 |
| 2. | Kinky Reggae    | Marley | 3:37 |
| 3. | No More Trouble | Marley | 3:57 |
| 4. | Midnight Ravers | Marley | 5:10 |

| 1. | High Tide or Low Tide | Marley | 4:40 |
| 2. | All Day All Night     | Marley | 3:26 |

## Közreműködők

### Zenészek
- Bob Marley – gitár, ének
- Peter Tosh – orgona, gitár, zongora, ének
- Bunny Wailer – bongo, konga, ének
- Aston „Family Man” Barrett – basszusgitár
- Carlton „Carlie” Barrett – dob
- John „Rabbit” Bundrick – billentyűsök, szintetizátor
- Wayne Perkins – gitár

### Produkció
- Chris Blackwell – producer
- Bob Marley – producer
- Carlton Lee – hangmérnök
- Tony Platt – hangmérnök
- Bob Weiner – design
- Rod Dyer – design